# 阿里郎 (1926年电影)
《阿里郎》是一部1926年的朝鲜半岛电影，由罗云奎撰写、编剧、导演和主演，這部電影是朝鲜半岛电影史上里程碑式的作品，开启了民族电影的时代:51-52。《阿里郎》在制作上使用了隐喻、暗示和象征的蒙太奇手法。影片以狗与猫的隐喻性字幕开始，接着出现主人公英镇和地主吴基镐相互瞪视的特写。通过沙漠、水等场景，电影暗示着殖民地人民的悲哀和对独立的渴望:81-82，运用独创的隐喻性表现方式唤醒了朝鲜人民的民族意识和反抗意识:84-85。
《阿里郎》启用约800名临时演员，耗时3个月完成，创下当时1.5万韩圆的电影制作费纪录，一经上映，立即成为街头巷尾的议论话题，观众排着长队前来购票。拥挤的观众将团成社的门都挤环了。《阿里郎》在团成社首映后，人气持续飙升，韩国各地影院纷纷连续播放，连没有影院的偏远山区也建起了临时影院播放:77-78。
直至21世紀，本片在韓國已經被翻拍6回，尤其以2003年李斗鏞版為名；然而《阿里郎》本片已佚，但能夠以靜畫和劇本大綱窺視原貌，散失及去向亦有多傳聞。

## 剧情
英镇的父亲原本是个中农，但为了能让英镇读书卖掉了田地成为佃农。英镇原本就读于一家私立专科学校，后因参加三一运动遭日本警察严刑拷打精神失常，中途退学返乡。暑假期间，正在上大学的英镇挚友贤求来探望他，见他精神失常非常震惊。四年前，两人曾打算一起出国留学。面对两人迥异的命运，英镇的父亲失声痛哭。英镇的妹妹英嬉替英镇盛情款待了贤求。两人之间产生了美好的感情。不久，亲日的地主吴基镐前来逼债，并逼迫英镇的父亲答应与英嬉的婚事，但遭到拒绝。一天，吴基镐闯入英嬉的屋中，欲强暴她。英嬉大声呼叫，贤求闻声赶来。但俩人不是吴基镐的对手。危机时刻，意想不到的事情发生了，一旁的英镇举起了镰刀刺向吴基镐的胸膛。成了杀人犯的英镇在英嬉、贤求和闻讯赶来的村民的注视下，唱着韩国传统民歌《阿里郎》，被日本警察押送到山的另一头:52:79。  

## 演员表

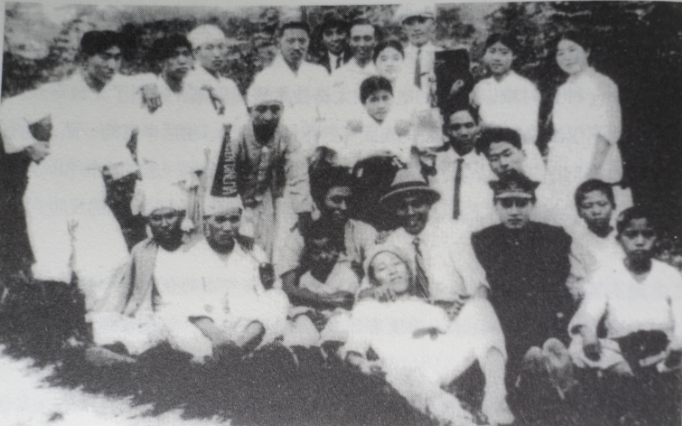
《阿里郎》剧组（中间抱小孩的是罗云奎）

| 演员   | 角色   | 简介                                               | 备注 |
| ------ | ------ | -------------------------------------------------- | ---- |
| 罗云奎 | 崔英镇 | 因参加三一运动遭日本警察严刑拷打后精神失常的大学生 |      |
| 申一仙 | 崔英嬉 | 英镇的妹妹                                         |      |
| 南宫云 | 尹贤求 | 英镇的挚友                                         |      |
| 朱仁奎 | 吴基镐 | 二地主                                             |      |

## 佚失
除了靜畫寫真外，《阿里郎》九卷膠片極有可能在韓戰失毀。又傳聞被日本收藏家安部善重收購，而安部於2005年2月9日離世，所收藏的50,000餘部影片歸屬日本政府，目前沒消息指出《阿里郎》在這收藏裡面，而東京國立電影資料館聲明沒找到任何一部有關朝鮮半島影片。